# Shanghai Y-10
Shanghai Y-10 (Yun-10) – chiński samolot pasażerski zbudowany przez Shanghai Aircraft Manufacture Factory przy udziale specjalistów z Shanghai Aircraft Research Institute. Po wyprodukowaniu trzech prototypów nie kontynuowano dalszej produkcji samolotu. 

## Historia
Historia samolotu rozpoczęła się w 1970 roku kiedy to Chiński Urząd Lotnictwa Cywilnego zainicjował program budowy samolotu pasażerskiego z napędem odrzutowym, który miał być efektem prac rodzimych inżynierów. Pierwsze doniesienia o nowej konstrukcji sugerowały jakoby była to nieco mniejsza kopia amerykańskiego Boeinga 707. W jakim stopniu chińscy konstruktorzy wykorzystali rozwiązania zastosowane w Boeingu nie jest do końca jasne. Zbudowano trzy samoloty prototypowe. Pierwszy z nich B-0001 posłużył do badań statycznych, drugi B-0003 do badań użytych w budowie elementów awioniki, trzeci B-0002 do badań w locie. Po raz pierwszy samolot wzniósł się w powietrze 26 września 1980 roku a rok później w grudniu samolot zaprezentowano po raz pierwszy publicznie. Maszyna wykonała trwający 108 minut przelot na trasie Szanghaj - Pekin. Samolot rozpoczął wykonywanie komercyjnych połączeń lotniczych na trasach z Pekinu do między innymi Harbinu, Lhasy i Urumczi aż do 1984 roku. Według oficjalnych danych maszyna miała posłużyć do opracowania rodzimych wersji samolotów transportowych, sanitarnych a także posłużyć jako platforma dla systemu AWACS. W tej ostatniej konfiguracji samolot miał przenosić na grzbiecie okrągłą antenę radaru podobną do zastosowanej na samolocie Boeing E-3 Sentry. Obok wersji wczesnego ostrzegania, planowano również zbudować wersję transportowe, szerokokadłubową i wąskokadłubową. Najbardziej prawdopodobne jest iż maszyna nie była przeznaczona do produkcji seryjnej a miała jedynie być projektem pozwalającym na zebranie odpowiednich doświadczeń rodzimym konstruktorom przy projektowaniu tego typu samolotów. Samolot miał również swój wymiar propagandowy, pokazujący całemu światu iż Chiny przystępują do elitarnego grona państw posiadających możliwość budowania, dużych, odrzutowych samolotów pasażerskich. W kwietniu 1985 podpisano porozumienie o montażu przez Shanghai samolotów McDonnell Douglas MD-80. Pierwszą zmontowaną w Chinach maszynę zaprezentowano na początku 1987 roku.